# Ninivska ravnica
Ninivska ravnica (klasični sirski: ܦܩܥܬܐ ܕܢܝܢܘܐ‎, translit. Pqatā d'Ninwe, suvremeni sirski: ܕܫܬܐ ܕܢܝܢܘܐ‎, translit. Daštā d'Ninwe; arapski:  سهل نينوى‎, translit. Sahl Naynawā; kurdski: Deşta Neynewa‎) je zemljopisna regija u Iraku. 

## Opće informacije
Nalazi se u iračkom guverneratu (arapski muḥāfażah, kurdski parêzga) Ninivskom guverneratu. Prostire se sjeverno i istočno od grada Mosula (arapski: الموصل‎ al-Mawṣil, kurdski: مووسڵ‎, sirski: ܡܘܨܠ‎, translit. Māwṣil), od kojeg je također zvana Mosulska ravnica. Prije je bila znana kao Singalska ravnica ili Singal,  prema imenu velikog srednjovjekovnog grada Singala (Sinjar, Shingal, arapski سنجار‎, sjevernokurdski: Şingal or Şengal, starogrčki: Singara). Mjestom je gdje je Al-Hvarizmi odredio stupanj za vrijeme vladavine kalifa Al-Mamuna.
Dio je Asirske domovine, područja u kojemu su ruševine drevnih asirskih gradova Ninive (akadijski 𒌷𒉌𒉡𒀀 URUNI.NU.A Ninua; sirski: ܢܝܼܢܘܹܐ‎)),  Nimrud (biblijski Kalah, arapski النمرود) i Dur-Sharrukina (Dur-Šharru-ukin, sirski ܕܘܪ ܫܪܘ ܘܟܢ, arapski دور شروكين, današnji Khorsabad) kao i brojnih drevnih vjerskih mjesta kao što su samostan sv. Mateja Pustinjaka na Alfafu (samostan Mar Mattai) - jedan od najstarijih postojećih kršćanskih samostana, samostan redovnika Hormizda (Rabban Hormizd) važan kaldejskoj katoličkoj Crkvi, grob malog proroka Nahuma i gora Lališ na kojoj je najsvetiji jezidski hram.

## Zemljopis
Ninivska ravnica je istočno i sjeveroistočno od grada Mosula u iračkom Ninivskom guvernoratu. Drevni grad Niniva nalazi se na mjestu današnjih istočnih rubova Mosula, na obali rijeke Tigrisa.
Površine je 4.197 km2. Na popisu 1987. ovdje je živjelo 281.829 stanovnika, a po procjenama 2012. je živjelo pola milijuna stanovnika, odnosno gustoća naseljenosti bilaje 117 stanovnika po kilometru četvornom.

## Povijest
U srednjem brončanom dobu na sjeveru ove ravnice prostiralo se Kraljevstvo Andarig.
Peutingerov zemljovid of the naseljenog svijeta znan rimskim zemljopiscima prikazuje Singaru smještenu zapadno od Trogoditi. Persi. (Troglodytae Persiae, "Perzijskih Troglodita") koji su nastanjivali teritorij oko Singarskog gorja. Srednjovjekovni Arapi ubrajali su veći dio ravnice u pokrajinu Diyār Rabīʿa, "nastambe Rabīʿa" Ravnica je mjesto gdje je slavni Al-Hvarizmi odredio stupanj i gdje su djelovali astronomi za vrijeme kalifa Al-Mamuna. Singal se ponosio slavnom katedralom Asirske Crkve Istoka u 8. stoljeću.

### Napadi na kršćane
Nakon koncertiranih napada na Asirce u Iraku, posebice naglašenih u nedjelju 1. kolovoza 2004. simultanim aktiviranjem bomba u šestorima crkvama (Bagdad i Mosul) i narednim aktiviranjem bomba u skoro trideset drugih crkvi diljem zemlje, asirskog je vodstvo, i među sobom i prema van počelo uzimati u obzir Ninivsku ravnicu kao lokaciju gdje bi mogla biti sigurnost za kršćane. Škole su osobito primile mnogo pozornosti u ovom kraju i u kurdskim krajevima gdje živi koncentrirana asirska populacija. Uz to poljoprivreda i medicinske klinike primile su financijsku pomoć od svog iseljeništva.
Porastom napada na kršćane u Basri, Bagdadu, Ramadiju i manjim gradovima, sve više je obitelji krenulo ka sjeveru na ekstenzivne obiteljske posjede u Ninivskoj ravnici. Ovo mjesto utočišta i dalje je bez fondova i velika je nerazvijenost infrastrukture za pomoć sve brojnijim interno raseljenim osobama.
Napadi na Asirce u Mosulu u veljači 2010. prisililo je 4300 Asiraca, Kaldejaca i Sirjaka izbjeći u Ninivsku ravnicu gdje je stanovništvo većinski asirsko, kaldejsko i sirijsko. Od 2012. godine ovamo pristužu i Asirci, Kaldejci i Sirjaci iz Sirije zbog tamošnjeg građanskog rata.
Kolovoza 2014. skoro sve nesunitske stanovnike južnih djelova ravnice istjerao je ISIL tijekom sjevernoiračke ofenzive.
Prosinca 2015. ISIL je poduzeo novu ofenzivu na Ninivskoj ravnici napavši Pešmerge. Koalicijske snage porazile su ISIL.
Ninivska je ravnica tradicijsko središte brojnih iračkih najvećih vjerskih manjina. Pripadnici tih manjina ne vole za sebe kazati da su manjine, nego sastavnice. Nakon vojnog poraza i teritorijalnog uništenja ISIL-a, dugi i krhki proces oporavka je počeo. USCIRF-u su kršćanski predstavnici i NVO-i kazali da oko 30%-50% raseljenih stanovnika se vratilo u tradicijski kršćanske gradove kao Bartela i Qaraqosh. USAID i brojni međunarodni davatelji potpora trude se dostaviti pomoć, obnoviti domove i pomoći povratnicima osjetiti normalni život u nekom obliku. No i pet godina poslije sloma ISIL-a kršćanima život nemogućim čine Isilovi ustanici, nepovjerenje iračke vlade te prijetnje i teroriziranja od Iranu odanih milicija i kurdskih milicija. Najveću prepreku tvori nazočnost Narodnih mobilizacijskih snaga (PMF). Iračke vlasti pokušavaju nešto oko tih milicija koje podupire Iran, ali doseg akcije je ograničen. Milicije 30. i 50. brigade sprovode nasilje, nameću korupciju, pojačavaju sektaške napetosti u ključnim gradovima. Proiranske milicije ponašaju se poput lokalne mafije i lokalnog iranskog posrednika-izvršitelja. Teroriziraju obitelji koje su dovoljno hrabre vratiti se, iznuđuju od mjesnih poduzetnika i otvoreno prisežu odanost Iranu. U nekim gradovima poput Batanaye i Telkaifa, kršćani su se vratili tek 1 do 2% zbog progonjanja koje trpe od tih milicija, kako izvješćuju kaldejski predstavnici. Proiranska milicija 30. brigada drži kršćansku zajednicu pod opsadom, stalno držeći protukršćansku retoriku i stavlja plakate iranskog vrhovnog vođe Alija Hamneija na ulaz u grad. ISIL je i dalje realna prijetnja, premda poražen. Ostatci te vojske broje se u tisućama i kriju se, ali nastavili su napadati u uzbunjujuće redovitim intervalima. Kurdistanska radnička stranka (PKK) novači u domovini Jazida Sinjaru mlade jazidske momke u svoje postrojbe. Na 31. kolovoza 2019., oko 927.000 osoba izvorno s Ninivske ravnice je u statusu raseljenih osoba. Inozemnna pomoć SAD-a je velika. USAID (U.S. Agency for International Developmen) i Department of State pridonijeli su s ukupnih 380 milijuna dolara. Iz USAID-ova Ureda za Bliski Istok imaju 57 lokalnih, 13 vjerski baziranih i 35 međunarodnih organizacija koja svaka doprinosi na svoj način primjeren njihovoj veličini i specijalizaciji. Među njima su Kolumbovi vitezovi i Catholic Relief Services koji su nedavni primili nagradu radeći s erbilskom kaldejskom katoličkom nadbiskupijom, dajući potporu dugoročno raseljenim osobama iz gradova s Ninivske ravnice. Situacija je i dalje vrlo ozbiljna, jer ISIL želi iskorijeniti kršćane te kršćanima ovog dijela Bliskog Istoka prijeti drugi genocid nakon onog koji je napravila Turska 1915. godine. Genocidni mentalitet je živ u Al-Nusri i drugim skupinama.  Aid to the Church in Need (ACN) danas podupire razne projekte u Siriji i Iraku, dvjema najpogođenijim zemljama: 2003. godine bilo je 1,5 milijun kršćana u Iraku, a 2019. manje od 250.000, prema nekim izvješćima i samo 120.000, dok je u Siriji 2011. bilo 1,5 milijun kršćana a 2019. godine brojnost im je bila 500.000. ACN shvaća važnost kršćana za bliskoistočna društva, jer su duša tih država, zato što su kršćani mirotvorci, rade za mir i mirni suživot i suradnju na dobro zemlje. Pomaci se događaju. Sirski katolički patrijarh Ignacij Josip III. Younan rekao je da se najveći kršćanski grad na Ninivskoj ravnici Qaraqosh polako vraća u stanje prije Isilove invazije ljeta 2014., događaja koji je bio okidač za masovni egzodus kršćana ove regije u Kurdistan. Prosinca 2019. slavio je misu u obnovljenoj sirskoj katoličkoj crkvi u Mosulu Gospe od Navještenja. Bila je to prva misa ondje nakon više od pet godina. Crkva Gospe od Navještenja prva je i dosad jedina obnovljena crkva u gradu otkad ga je ISIL osvojio lipnja 2014. godine. Prema patrijarhovim riječima za Aid to the Church in Need, vratilo se u Qaraqosh 50 posto od 12.000 izgnanih sirskih katoličkih obitelji. Škole su otvorene, neke su obnovljene, ali još uvijek je potrebna pomoć.

### Stvaranje autonomne pokrajine
Gradovi i sela nastanjena Asircima, Kaldejcima i Sirjacima u Ninivskoj ravnici tvore koncentraciju pripadnika sirskih kršćanskih tradicija. Budući da je područje drevni dom Asirskog Carstva, kojemu se stanovnici smatraju kulturnim baštinikom njegove tradicije, Ninivska je ravnica područje na koje su usredotočeni napori stvaranja autonomne jedinice. Bilo je poziva iz i izvan Iraka za stvoriti autonomnu regiju Asiraca, Kaldejaca i Sirjaka u ovom kraju.
Prijelaznim upravnim zakonom usvojenim u Bagdadu ožujka 2004. godine, nisu samo napravljeni prijedlozi za očuvanje asirske kulture kroz obrazovanje i medije, nego je i usvojen prijedlog za administrativnu jedinicu. Članak 125. iračkog ustava kaže: "Ovaj ustav jamči upravna, politička, kulturna i prosvjetna prava raznih naroda, poput Turkmena, Kaldejaca, Asiraca i svih drugih konstituenata i to će biti regulirano zakonom." Budući da gradovi i sela na Ninivskoj ravnici tvore koncentraciju onog što pripada sirskoj kršćanskoj tradiciji, i jer je ovo područje drevni dom Asirskog Carstva od čije kulturne baštine ovi ljudi vode podrijetlo, Ninivska ravnica je područje na koji je usredotočen napor za stvaranje autonomnog asirskog entiteta. Isti je članak uporabljen za proglašenje autonomne pokrajine jezidskog naroda.
21. siječnja 2014. iračka vlada je objavila da će Ninivska ravnica postati nova pokrajina, koja će služiti kao utočište Asircima.
Nakon što je u razdoblju 2016./17. Ninivska ravnica oslobođena od ISIL-a, sve asirske političke stranke pozvale su Europsku uniju i Vijeće sigurnosti Ujedinjenih naroda neka podupru stvaranje asirske samoupravne pokrajine u Ninivskoj ravnici.
Od 28. do 30. lipnja 2017. održana je konferencija u Bruxellesu naslovljena Budućnost kršćana u Iraku. Organizirala ju je Europska pučka stranka, a sudionici su biliod asirskih, kaldejskih i sirskih organizacija, uključujući predstavnike iračke vlade i kurdistanske regionalne vlade. Konferenciju su bojkotirali Asirski demokratski pokret, Sinovi Mezopotamije, Asirska domoljubna stranka, Kaldejska katolička Crkva i Asirska Crkva Istoka. Pozicijski dokukment potpisale su preostale uključene političke organizacije.

## Stanovništvo
Sela na istočnom rubu ravnice nastanjivaju manjinske vjerske skupine koje nisu muslimanske. Većina njih su kršćanski Asirci (Ajsori, Sirjaci). 
Ninivska ravnica nije samo povijesna domovina asirskog naroda i kolijevka predarapske i kurdske predislamske mezopotamske civilizacije, nego je pokrajina gdje većinu stanovništva čine manjine, od kojih oko pola čine Asirci.
Ninivska ravnica je jedina regija u Iraku gdje relativnu većinu čine sljedbenici sirskog kršćanstva. Prije nego što je ISIL napao Ninivu, Asirci su činili oko 40% stanovnika ravnice, a Kurdi tvrde da je taj irački teritorij njihov. Od 2004. pola kršćanskog stanovništva napustilo je Irak, od čega je pola živjelo u Ninivskoj ravnici. Pet zastupljenih patrijarhalnih Crkvi su:
- Drevna Crkva Istoka (Drevna sveta apostolska katolička Crkva Istoka)
- Asirska Crkva Istoka ( Sveta apostolska katolička asirska Crkva Istoka)
- Kaldejska katolička Crkva
- Sirska katolička Crkva
- Sirska ortodoksna Crkva (Sirski ortodoksni patrijarhat Antiohije i cijelog Istoka)

Asirski stanovnici Ninivske ravnice smatraju ju izvornim središtem asirske domovine. Ostali stanovnici su Jezidi, Šabaci, Turkmeni i Kurdi.

## Danas
Kurdske su snage okupirale Ninivsku ravnicu i kršćani u sjevernom Iraku do danas svakodnevno trpe uznemiravanja od kurdskih snaga. Korupcija, manjak fondova za razvitak i neprekidni politički pat doveli su mnoge kršćane do napuštanja zemlje, tražeći egzil u inozemstvu. Glavne kršćanske političke stranke u Iraku formirale su "Manjinskovijeće" nakon što su terorirsti 31. listopada 2010. napali u Bagdadu crkvu Naše Gospe od Spasa, ubivši 58 kršćanskih vjernika i ranili još njih 98. U Vijeću su se združili s predstavnicima jezidskih i šabačkih zajednica iz Ninivske ravnice.

Od 2004. godine Ninivska ravnicaje u administrativnom limbu. Službeno je pod nadležnošću glavnog grada Ninivskog guvernorata, ali su ih okupirale sigurnosne snage Kurdske regionalne vlade u Erbilu. Siječnja 2011. službeno su zatražili da sukladno uvjetima iračkog ustava Ninivska ravnica bude posebna provincija ili guvernorat. Do danas nije ništa poduzeto i kršćani sa sjevera strahuju da sve dok im ne dopuste kontrolirativlastite živote bit će prisiljeni biti žrtvama džihadističkih muslimanskih banda i ostalih terorističkih skupina. Kršćani su između Kurda i Arapa kao željezo između čekića i nakovnja. Jedini i najjednostavniji zahtjev svih sekularnih kršćanskih vođa u sjevernom Iraku je da se ukloni sve kurdske "sigurnosne snage" i pešmeerge s Ninivske ravnice i da ih nadomjeste iračke vladine snage, radi stvaranja manje napeta ozračja dok traju pregovori o budućem statusu regije. Isplaniran je plan koji je poduprla Koalicija za vjersku slobodu i vojska SAD kojim bi se uvježbalo 770 kršćanskih, jezidskih i šabačkih policijskih časnika koji bi zamijenili sigurnosne snage kurdske regionalne vlade. Plan je odbio zamjenik guvernera Mosula Khosrow Goran, vrhovni člana Kurdske demokratske stranke, stranke pod čijim vodstvom Kurdi pokušavaju dovršiti njihovu de facto aneksiju drevne kršćanske domovine.

## Gospodarstvo
Čini se da Ninivska ravnica iznimno bogata iznad i ispod površine. Nađene su zalihe nafte na Ninivskoj ravnici. Tri sjeverne pokrajine iračkog Kurdistana, gdje je ova ravnica, najsigurniji su dio Iraka, što privlači bušače nafte i ulagače. Ispod bogata poljoprivredna tla su naftna polja koja je Kurdska regionalna vlada pogurala je istraživanja izravnim ugovorima za traženje nafte s inozemnim naftno-istraživačkim kompanijama. Prva bušenja bila su u Tawkeu u dohučkom kraju, a nova su u regiji Taq Taqu. 2004. počela je nova proizvodnja nafte u Kurdistanu. Prva kompanija koja je počela s vađenjem nafte je norveška Det Norske Oljeselskap. Sve je to uznemirilio središnju vladu u Iraku, susjedne narode čija zemlja nije tako bogata naftom, a Tursku je zabrinulo financijsko jačanje kurdistanske vlade. Vjeruje se da ova dodatna incentiva za apsorbiranje od strane kurdske regionalne vlade u regiji može dovesti do gospodarstvenog sukoba s arapskim sunitskim plemenima u području mosulske regije. Asirci tvrde da će bez autonomne uprave Ninivske ravnice domorodački Asirci isčeznuti u njihovoj drevnoj domovini.

## Veći gradovi na Ninivskoj ravnici
| - Tel Kepe - Qaraqosh - Bartella - Alqosh | - Karemlesh - Tesqopa - Batnaya - Baqofah | - Sharafiya - Merki - Bashiqa - Bahzani | - Ain Sifni - Mahad - Ba'adra - Khatarah | - Bozan - Beban - Dughata - Sreshka | - Khoshaba |